# Kauko Wahlsten
Kauko Wilhelm Wahlsten, finski veslač, * 9. december 1923, Kymi, Kymenlaakso, † 9. maj 2001, Kotka. 
Wahlsten je za Finsko nastopil na Poletnih olimpijskih igrah 1952 kot član četverca brez krmarja, ki je osvojil bronasto medaljo. 